# Abihud
Abihud sind zwei in der Bibel namentlich erwähnte Männer.

## Abihud im Alten Testament

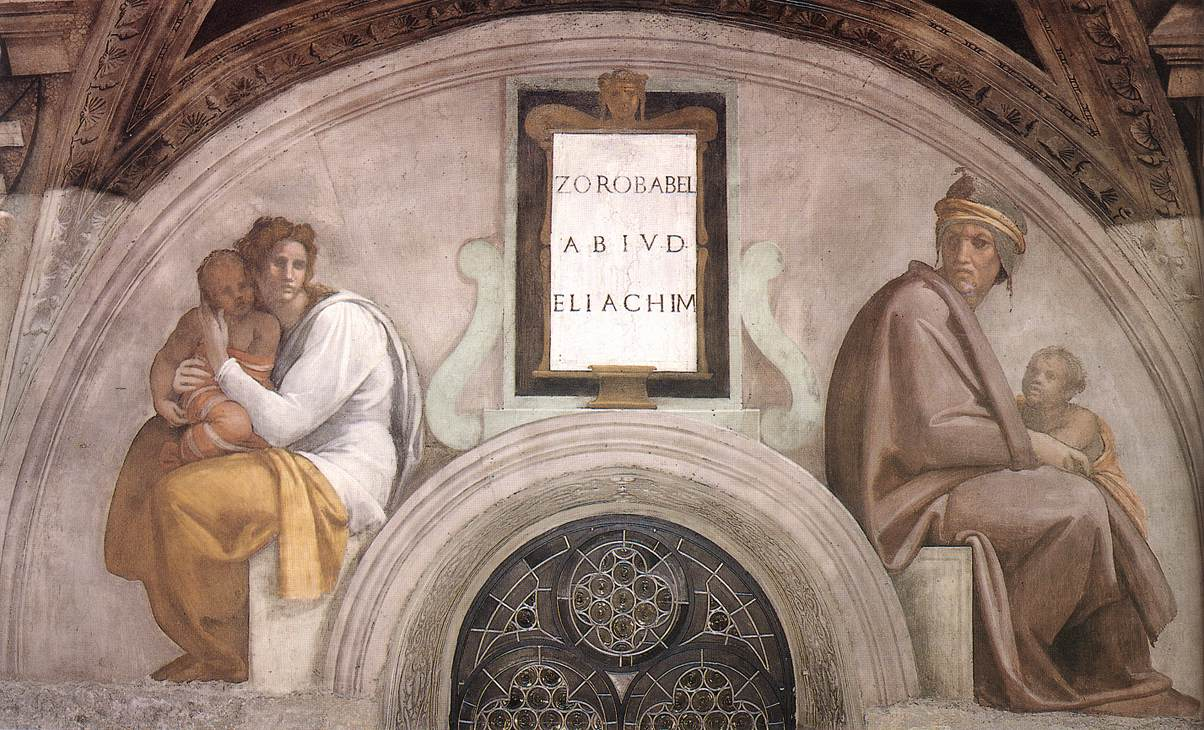
Abihud

Im Alten Testament wird Abihud im 1. Buch der Chronik erwähnt. Er war ein Urenkel von Jakob, Enkel von Jakobs jüngstem Sohn Benjamin und Sohn von Benjamins ältestem Sohn Bela.

## Abihud im Neuen Testament
Im zweiten Teil der Heiligen Schrift, dem Neuen Testament, findet sich ein zweiter Abihud im Evangelium nach Matthäus. Hier wird er im Stammbaum Jesu aufgelistet, als Sohn eines Mannes namens Serubbabel und Vater von Eljakim. Abihud lebte zirka 500 Jahre vor Christi Geburt.